# واقعه الله‌داد
واقعه الله‌داد اتفاقی است در سال ۱۸۳۹ میلادی که در اثر آن یهودیان مشهد به زور مسلمان شدند. در این زمان بیشتر یهودیان زندگی دوگانه‌ای را شروع کردند که در ظاهر مسلمان و در خفا یهودی بودند. در این واقعه یهودیان اروپایی برای نخستین بار به حمایت از یهودیان ایرانی برخاستند.

## پیش‌زمینه
شهر مشهد تا قرن ۱۷ میلادی دارای جمعیت یهودی بسیار کمی بود. این شهر زیارتگاه علی ابن موسی الرضا امام شیعیان و از این رو یکی از شهرهای مقدس مسلمانان شیعه است. از این رو یهودیان اجازه نداشتند در این شهر ساکن شوند. هنگامی که نادر شاه افشار روی کار آمد، با دید ملایمی که به سایر ادیان و همچنین دید مثبتی که به یهودیان داشت، تعداد زیادی از یهودیان به دستور او به مشهد پایتخت او مهاجرت کردند. نادر ۱۷ خانواده یهودی از قزوین را مسئول نگهداری غنائمی کرد که از هندوستان به دست آورده بود. شیعیان مشهد با دستورهای نادر بسیار مخالف بودند و بعد از مرگ او وضعیت یهودیان در مشهد بدتر شد.

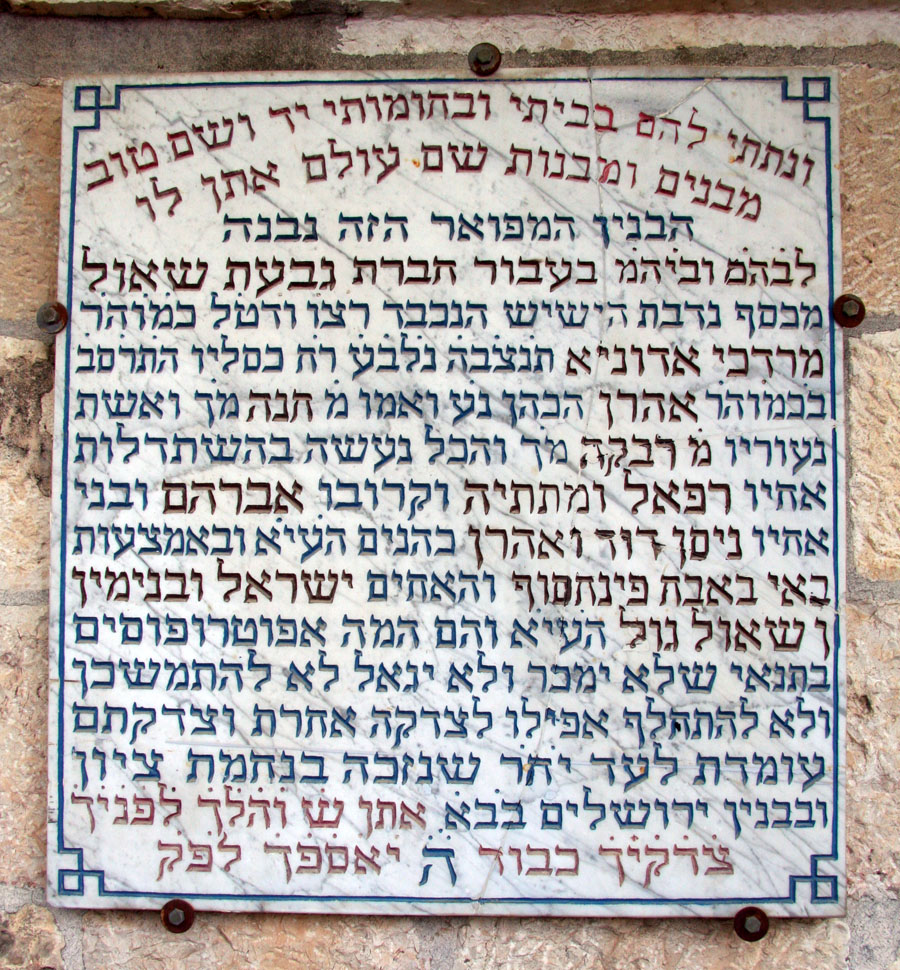
سردر کنیسه حاجی آدونیه پسر اهارون هاکوهن در اورشلیم که مختص بازماندگان یهودیان مخفی مشهد است.

## واقعه الله‌داد
در روز ۲۶ یا ۲۷ مارس ۱۸۳۹ میلادی (۶ یا ۷ فروردین ۱۲۱۸ خورشیدی) درگیری شدیدی بین مسلمانان و یهودیان درگرفت. اولین شخصی که در مورد الله‌داد نوشته‌است مبلغی یهودی مسیحی به نام جوزف ولف است. جوزف ولف شهروند انگلیس و پسر یک خاخام یهودی آلمانی بود. ولف اولین بار از مشهد در سال ۱۸۳۱ دیدن کرد و بار دوم در سال ۱۸۴۴ به مشهد بازگشت. در بازگشت یهودیان او را از واقعه الله‌داد که پنج سال قبل اتفاق افتاده بود آگاه کردند. ولف در مشهد با رئیس جامعه یهودی ملا ماشیا که در بین پارسیان به نام ملا مهدی شناخته می‌شد دیدار کرد. ملا مهدی نه تنها با ولف روابط دوستانه‌ای داشت بلکه خود را دوست تمامی ملت انگلستان می‌دانست که در حق یهودیان بسیار نیکی کرده‌اند. او به ولف گفت که در زمان حمله انگلستان به افغانستان به ارتش انگلستان کمک کرده‌بود. بر اساس روایت ولف ملا مهدی بسیار ثروتمند بود. او همچنین می‌نویسد که یهودیان مشهد در زمان واقعه الله‌داد بسیار ثروتمند بودند.
روایت جوزف ولف از این اتفاق به شرح زیر است: «در دوشنبه ۱۱ مارس من به عسگریه رسیدم که در دو مایلی مشهد بود. من درخواست مهماندار شاه و غلام سفارت انگلستان کرده‌بودم. اولین کسی به ملاقات من آمد ملا مهدی (مشیاخ)، یهودیی بود که من با او دوازده سال پیش هم اتاق شده بودم، و مرا با مهمان‌پذیری زیاد در زمانی که فقیر و بدبخت بودم شرمنده کرده‌بود، قبل از رسیدن عباس میرزا به مشهد از نیشابور. همه یهودیان مشهد که صد و پنجاه فامیل بودند هفت سال پیش به زور مسلمان شده‌اند. این اتفاق به صورت زیر افتاده‌است: زنی دارای دستانی خشک بود. یک پزشک مسلمان به او توصیه کرده‌بود که سگی را بکشد و دست خود را در خون سگ آغشته کند. او هم این کار را کرده‌بود. در این زمان همه مردم عصبانی شدند و گفتند که او قصد داشته به پیامبر آنان اهانت کند. سی و پنج یهودی فوراً کشته شدند؛ و بقیه از ترس خود مسلمان شدند و مسلمانان افراطی فریاد زدند «نور محمد بر آن‌ها فرو افتاده‌است» آن‌ها اکنون در خفا یهودیان بسیار افراطی هستند ولیکن خود را مانند یهودیان اسپانیا آنوسی یا «به زور مجبورشدگان» می‌نامند؛ فرزندان آن‌ها نمی‌توانند خشم خود را وقتی پدرانشان آن‌ها را با نام‌های اسلامی می‌خوانند مخفی کنند! ولیکن ملا مهدی و ملا موشه به عیسی مسیح اعتقاد دارند و ملا مهدی از من خواست که او را غسل تعمید دهم. او برای انگلیسیها در هرات و قندهار کمک بسیار بزرگی بود همانگونه که سخنان رالینسون و بقیه نشان می‌دهد».
سخن ولف در مورد غسل تعمید و مسیحی شدن ملا مهدی و ملا موشه به نظر دور از واقعیت می‌آید و تنها برای خوش آمدن مسئولان دولت انگلستان نوشته شده‌است. بر اساس روایت خود جوزف ولف یهودیان مشهد بعد از مسلمان شدن اجباری «در خفا به شدت یهودیان رادیکالی هستند». این مسئله که یهودیان مشهد یهودی مخفی بودن خود را از ولف مخفی نکردند نشان دهنده اعتماد زیاد آنان به وی است. بر اساس روایت ولف دلیل اصلی به نظر برتری مالی یهودیان می‌آید و شروع تحریک مسلمانان توسط یک سید انجام می‌شود. بر اساس روایت او داود کوهن (کهن) اولین فردی است که به اجبار مسلمان می‌شود. ولف معتقد است که این واقعه در روز عید قربان در دهم ذی الحجه اتفاق افتاده‌است. ولف حتی سعی نمی‌کند یهودی مخفی بودن جامعه یهودی را از امام جمعه مشهد میرزا عسکری مخفی کند. ولف می‌نویسد که میرزا عسکری به پول خیلی علاقه داشت و بعد از گرفتن مقداری پول از یهودیان مخفی به آنان اجازه داد که به هرات مهاجرت کنند. بر اساس روایت ولف پنج سال بعد از مسلمان شدن اجباری، جامعه مسلمان مشهد از یهودی مخفی بودن این افراد آگاه بودند ولیکن آن‌ها را مجازات نمی‌کردند. ولف در نوشتار خود ادامه می‌دهد: «هنگامی که من نزد یهودیان مشهد بودم روز یوم کیپور فرا رسید. زنان و افراد مسن جامعه یهودی در خفا روزه گرفتند. بعضی یهودیان که واقعاً به دین اسلام گرویده بودند مسلمانان را از وابستگی این یهودیان که در واقعه الله‌داد مسلمان شده بودند به دین یهودیت آگاه کردند و اطلاع دادند که یهودیان الله‌داد یهودی مخفی هستند. هنگامی که من نزد یهودیان بودم نوکر امام جمعه میرزا عسکری در عصر روز عید یوم کیپور وارد خانه یکی از یهودیان شد تا ببیند که آن‌ها یوم کیپور را جشن می‌گیرند یا نه. من از این اتفاق باخبر شدم و به او دستور دادم که هرچه زودتر خانه یهودی را ترک گوید. روز بعد من نامه شدیداللحنی به امام جمعه نوشتم و به او گفتم که تمامی قدرتهای اروپایی طرفدار یهودیان هستند و او اگر از یهودیان حفاظت کند قدرت زیادی خواهد یافت و او نیز قول داد که این کار را بکند.»
در نامه ولف مشخص است که مسئله مخفی بودن یهودیت جامعه یهودیان مشهد مسئله عمومی است و در مورد آن شکی وجود ندارد. تنها چیزی که ولف به آن اشاره می‌کند حمایت شدید قدرتهای اروپایی از یهودیان است و به امام جمعه قول قدرت و ثروت می‌دهد. ولف به یهودیان مشهد توصیه می‌کند که به شر موسی مونتیفیوری نامه بنویسند و از او درخواست کمک کنند.
در سال ۱۸۴۵ یک سال بعد از بازدید جوزف ولف، جهانگرد فرانسوی جی.پی. فریر از مشهد بازدید کرد و در نوشتار خود شرح مشابهی از واقعه بیان کرده‌است. او نیز روز این اتفاق را در روز عید قربان در دهم ذی الحجه می‌نویسد. در نوشتار فریر دلیل خشم مسلمانان برتری مالی قابل توجه یهودیان نسبت به مسلمانان و حسادت آنان نسبت به ثروت یهودیان بود. بر اساس نوشتار او در زمان واقعه الله‌داد یهودیان ثروتمندترین افراد مشهد بودند؛ ولیکن فریر در مورد پایبند بودن مخفی یهودیان مسلمان شده به یهودیت چیزی نمی‌داند. دلیل این امر ممکن است آن باشد که فریر مسیحی بوده‌است و یهودیان احتمالاً در برخورد با جوزف ولف که یهودی بوده‌است راحت‌تر و با صداقت بیشتری رفتار می‌کردند.
دقیق‌ترین روایت در مورد واقعه الله‌داد توسط یکی از جدیدیان به نام صمد بن یوسف دیلمانی نوشته شده‌است. این روایت در کتابخانه مرکزی صهیونیسم در اورشلیم نگهداری می‌شود. او نوشته‌است که بعد از واقعه الله‌داد یهودیان تمامی مدارک یهودی بودن خود را نابود کردند. آن‌ها همچنین نسخ تورات خود را به شهرهای دیگر نظیر یزد و کرمان فرستادند. آقا دیلمانی می‌نویسد که این واقعه در روز شبات قبل از عید پسح در دوازدهم نیسان سال ۱۸۳۹ اتفاق افتاده‌است که با روز دهم محرم و عاشورا همخوانی داشته‌است؛ ولیکن به دلیل اینکه تقویم عبری و عربی هر دو قمری هستند دوازدهم نیسان نمی‌تواند با دهم محرم یکسان باشد. بر اساس روایت او این ماجرا در ماه محرم اتفاق افتاده بود و زن یهودی بعد از کشتن سگ آن را در مسیر دسته سینه زنی قرار داده بود که این اتفاق باعث خشم مسلمانان شده بود. او می‌نویسد که مسلمانان تصور کردند که زن یهودی سگ را به دلیل نفرت از مسلمانان و برای مسخره کردن امام رضا کشته‌است تا امام آنان را به سگی تشبیه کند. او می‌نویسد مسلمانان به نزد امام جمعه رفتند تا شکایت کنند. در همین حین جمعیتی که جمع شده بودند به محله یهودیان حمله کردند و ۳۶ مرد یهودی را کشتند و اموال آنان را غارت کردند و تعدادی از دختران خوش‌روی یهودی را به زور بردند. او می‌نویسد امام جمعه نیز چندین دختر یهودی را برای خود برداشت تا اینکه بعد از فوت او این دختران به نزد یهودیان بازگشتند. یهودیان به نزد امام جمعه رفته و از او درخواست کمک می‌کنند. او به آنان می‌گوید که تا زمانی که یهودی هستند نمی‌تواند به آنان کمکی کند. یهودیان که می‌دانستند دولت مرکزی ایران در تهران است و دارای قدرت کافی برای کمک به آنان در شهر مشهد نیست با اکراه پیشنهاد او را پذیرفته و مسلمان می‌شوند. امام جمعه سپس به جمعیت می‌گوید که چون یهودیان مسلمان شده‌اند حمله به آنان و غارت اموالشان حرام است و باید هرچه از محله یهودی برداشته‌اند به یهودیان مسلمان‌شده بازگردانند. یک نفر از مسلمانان که از این دستور امام جمعه اطاعت کرده‌بود حدود ۲۵ کیلو ابریشم را که از یهودیی غارت کرده‌بود بازگرداند ولیکن صاحب آن شناسایی نشد. او ادامه می‌دهد که مسلمانان به کنیسه یهودیان حمله کردند و اموال غارت شده را برای ساخت مسجد حسینیه استفاده کردند که تا به امروز موجود است. او ادامه می‌دهد بعضی یهودیان بعد از این واقعه به افغانستان و ترکمنستان رفتند؛ ولیکن بعضی دیگر ظاهراً مسلمان شدند و در بیرون وانمود می‌کردند که مسلمانند. آنها به مکه و کربلا می‌رفتند. آن‌ها در مساجد به شدت عبادت می‌کردند و روزه می‌گرفتند و نماز می‌خواندند و از مسلمانان گوشت حلال خریداری می‌کردند؛ ولیکن همسران آنان هیچوقت این گوشت را طبخ نمی‌کردند زیرا آنان به قوانین تورات پایبند بودند و گوشت خریداری شده از مسلمانان را دور می‌ریختند و از گوشت کوشر خریداری شده از بقیه یهودیان مخفی استفاده می‌کردند.

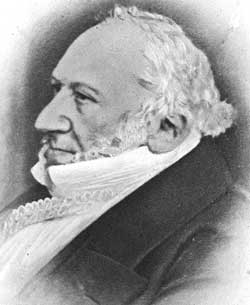
سر موسی مونتیفیوری بعد از دریافت نامه یهودیان مشهد از دولت انگلستان خواست از آنان حمایت کند تا به یهودیت بازگردند ولیکن بسیاری از ترس جان خود حاضر به اینکار نشدند.

در بیشتر روایتهای نقل شده از واقعه الله‌داد اولین فردی که مسلمانان را به حمله به یهودیان تشویق می‌کند یکی از سادات مشهد است. بر اساس بعضی روایتها این سید در محله یهودیان مغازه فروش تنباکو داشت و از آنان مبلغی برای حفاظت از یهودیان دریافت می‌کرد؛ ولیکن آن سال یهودیان از پرداخت مبلغ مذکور سرباز زدند و او از جامعه یهودی کینه به دل داشت.
در روایت دیگری دلیل خشم مسلمانان کشته شدن یک کودک مسلمان نقل شده‌است. در این روایت یک کودک مسلمان کشته شده و جسد او را برای مقصر خواندن یهودیان در حیاط کنیسه انداختند. این اتفاق باعث خشم مسلمانان و حمله آنان شد.
بر اساس نوشته یعقوب دیلمانیان از یهودیان مشهد بعد از حمله به محله یهودیان پنج یا شش یهودی از خانواده‌های حکیمی و یکی از افراد خانواده رحیمی اولین کسانی بودند که تصمیم گرفتند به اسلام بگروند. آنان به نزد امام جمعه رفته و تصمیم خود را برای مسلمان شدن اعلام کردند. امام جمعه با خوشحالی این روز را «الله‌داد» (هدیه خداوند) خواند. این افراد سپس جدید الاسلام یا جدیدیم (جمع لغت جدید به عبری) یا الله دادی خوانده شدند. در آن دوران به افرادی که از دین یهود یا مسیحیت به دین اسلام تغییر دین می‌دادند الله دادی گفته می‌شد. بیشترین ضربه روحی به یهودیان وقتی وارد شد که مسلمانان چندین دختر یهودی را به زور به عقد خود درآوردند. دیلمانیان می‌نویسد که دو دختر یهودی به نام‌های حنا و میشال توسط مجتهدی که یهودیان را مسلمان کرده‌بود به زور گرفته شدند.
اتفاق الله‌داد ممکن است در چهارچوب روابط ایرانیان و یهودیان نیز مورد بررسی قرار بگیرد. بیشتر یهودیان در مشهد از جمله رهبر آنان ملا مهدی آقاجان که در روایت ولف نیز به او اشاره شده‌است برای دولت بریتانیا کار می‌کردند. این مسئله به علاوه اینکه ایران در مدت کمی قبل از این واقعه شهر هرات را به واسطه قدرت انگلیسیها از دست داده بود خشم مردم را نسبت به یهودیان زیاد کرده‌بود. چند سال بعد از این واقعه رهبر یهودیان انگلستان موسی مونتیفیوری شاه دستور داد که یهودیان اجازه یابند دوباره به یهودیت بازگردند؛ ولیکن بیشتر یهودیان به دلیل ترس از جانشان حاضر به بازگشت نشدند.
بعضی یهودیان از ترس خود و به دلیل عدم اطمینان مردم مسلمان به آنها، حتی بعد از تغییر دین، تصمیم به مهاجرت گرفتند. بعضی به شهرهای اطراف نظیر سمرقند و بخارا رفتند. عده زیادی به هرات مهاجرت کردند زیرا مسلمانان هرات سنی مذهب بودند و دارای روابط بهتری با یهودیان نسبت به شیعیان بودند.

## زندگی دوگانه
بعد از واقعه الله‌داد یهودیان مشهد زندگی دوگانه‌ای آغاز کردند. هر فردی دارای دو نام بود، یک نام عبری که نام اصلی وی بود و یک نام اصلی که در برابر جنتیلها از آن استفاده می‌شد. زنان دارای نام دوگانه نبودند زیرا برخورد آنان با مسلمانان جنتیل بسیار کم بود. هرگاه دختری به دنیا می‌آمد گوشهای او به سرعت برای گوشواره سوراخ می‌شد و اعلام می‌شد که او را برای فرد خاص در نظر گرفته‌اند. به این وسیله خواستگارهای مسلمان برای دختران آنوسی دفع می‌شدند. یهودیان برای مخفی کردن یهودیت خود دستور گرفته بودند که از مسلمانان گوشت حلال خریداری کنند ولیکن این گوشت را برای سگ و گربه‌های خود دور می‌انداختند. آنان مغازه‌های خود را در روز شنبه باز نگه می‌داشتند ولیکن معمولاً تنها کودکی در مغازه بود و هر فردی برای پدر او می‌پرسید می‌گفت که چند دقیقه دیگر می‌آید. بیشترین خطر برای یهودیان در زمان عید پسح بود. در این زمان مسلمانان برای امتحان یهودیان از کودکان آن‌ها می‌پرسیدند که آیا بزرگترهای آنان نان بدون مخمر پخته‌اند یا نه؟ از این رو یهودیان نان بدون مخمر را زمانی می‌پختند که کودکان آن‌ها به خواب فرورفته بودند. با وجود اینکه یهودیان ظاهراً مسلمان شده بودند مسلمانان به آن‌ها اعتماد نداشتند و اینکار باعث می‌شد که آن‌ها راحت‌تر بتوانند خود را جدا نگه داشته و یهودیت خود را در خفا ادامه دهند.

یکی از یهودیان تازه مسلمان مشهد زندگی یهودیان را این‌گونه بیان می‌کند: 

## عالیا
بیشتر یهودیان مشهدی بعد از جنگ جهانی دوم به تهران، اسرائیل و آمریکا مهاجرت کردند. از قرن بیستم یهودیان مشهد به تدریج به عالیا (مهاجرت مذهبی به اسرائیل) پرداخته و بیشتر به آن کشور مهاجرت کردند. گروه‌های یهودی مشهدی در تل آویو، هرتزلیا و بنی باراک وجود دارد. همچنین گروه دیگری در هولون ساکن هستند. معروف‌ترین رهبر یهودیان مشهدی در مهاجرت میر عزری بود. اسحاق حکیمی و آبراهام صهیون نیز نقش مهمی داشتند.
در شهر نیویورک محله خاصی برای یهودیان مشهدی وجود دارد. آن‌ها دارای چندین کنیسه در نیویورک نیز هستند.

## آمار کشتگان و زخمیان
در واقعه الله‌داد (مسلمان‌سازی اجباری یهودیان مشهد) که در دوره سلطنت محمدشاه قاجار انجام شد، ۲۸ تن از یهودیان، کشته شده و شمار دیگری نیز زخمی شدند.